# Piz Quatervals
Piz Quatervals är en bergstopp i Schweiz.   Den ligger i regionen Engiadina Bassa/Val Müstair och kantonen Graubünden, i den östra delen av landet, 200 km öster om huvudstaden Bern. Toppen på Piz Quatervals är 3 165 meter över havet, eller 826 meter över den omgivande terrängen. Bredden vid basen är 14,1 km.
Terrängen runt Piz Quatervals är huvudsakligen bergig, men den allra närmaste omgivningen är kuperad. Runt Piz Quatervals är det ganska glesbefolkat, med 25 invånare per kvadratkilometer.. Närmaste större samhälle är Samedan, 19,9 km sydväst om Piz Quatervals. 
Trakten runt Piz Quatervals består i huvudsak av gräsmarker.